# 강릉 고려성
강릉 고려성(江陵 高麗城)은 대한민국 강원특별자치도 강릉시 강동면에 있는 성이다. 2003년 1월 18일 강원특별자치도의 기념물 제79호로 지정되었다.

## 개요
고려성은 동해가 내려다 보이는 괘방산(해발 384m)의 구릉 정상부 주변을 한겹 둘러싼 돌로 쌓은 산성이다. 지리적인 위치로는 바닷가에 위치한 해안성으로, 강릉지역의 주민들이 바다로부터 침략하는 적이나 약탈자들로부터 방어하기 위한 목적으로 쌓은 성이다.
성의 총 길이는 451m로 현재 남아 있는 성벽의 높이는 2∼3.5m정도이며, 가장 잘 남은 내벽의 높이는 2m정도이다. 현재 남아 있는 성벽은 서벽 25m, 남벽 55m정도이다. 성벽은 일대에서 쉽게 구할 수 있는 산돌을 이용하여 장방형의 불규칙한 석재를 사용하였다. 일부 성벽 사이사이의 공간에는 잔돌 끼움쌓기를 하여 성벽의 무너짐을 방지하였다. 외벽은 면맞춤한 막돌 흩은층쌓기를 하였으며, 성 안쪽으로는 잡석이나 흙을 채워넣는 내탁법(內托法)을 이용하였다.
서벽과 동벽의 북쪽에는 각각의 문터를 2개 만들었고, 서문터 북쪽에는 관측과 방어에 유리하도록 치(雉)를 만들었으며, 동북 모서리에는 성벽을 돌출시켜 쌓음으로써 치성을 만들었던 것으로 추정된다.
성에서는 고려·조선시대의 것으로 보이는 토기조각, 청자·분청사기·백자 등의 자기조각, 어골무늬·격자무늬·사격자무늬·직선무늬·사선무늬·복합무늬 등의 기와조각이 발견되었다.
이 성은 옛 기록에는 나타나지 않으나 '고려성'이란 이름과 축조수법과 수습유물 등을 통해 고려 초기에 만들어진 성으로 추정된다. 그런데 일부 성벽에서 보이는 보수 흔적으로 볼 때 조선시대까지 계속해서 유지되어 온 것으로 보인다. 이 성은 주변의 삼한산성(三韓山城)과 함께 강원 영동지방의 삼국시대 및 고려 초기의 성곽연구에 있어서 귀중한 자료를 제공해 준다.

## 참고 문헌
- 강릉고려성 - 국가유산청 국가유산포털